# Der geheime Teilhaber
Der geheime Teilhaber (engl. Originaltitel The Secret Sharer, Alternativtitel Der heimliche Teilhaber) ist eine Erzählung, die im Jahre 1909 von Joseph Conrad geschrieben und im Jahre 1910 veröffentlicht wurde.
Die psychologische Erzählung handelt von einem Kapitän, der den flüchtigen Steuermann eines anderen Schiffs, der dort wegen Mordes unter Arrest gestellt wurde, vor seiner Mannschaft versteckt und ihm bei seiner Flucht hilft. 

## Übersicht
Die Handlung beginnt auf einem Schiff, das in einer Flussmündung am Golf von Siam auf eine für die Heimreise günstige Brise wartet. Der junge Kapitän, der auf dem Schiff sein erstes Kommando führt, erlaubt während seiner nächtlichen Wache einem Schwimmer an Bord zu klettern, der sich als Steuermann der in der Nähe ankernden Sephora vorstellt.
Der Schwimmer namens Leggatt, Steuermann des in der Nähe ankernden anderen Schiffes erzählt, dass er während eines Sturmes einen Seemann im Affekt erwürgt habe. Daher sei er vom Kapitän unter Arrest gestellt worden, aber es sei ihm schließlich gelungen, sich auf eine kleine Insel und dann hierher zu flüchten. Aus unbekannten Gründen versteckt der junge Kapitän schließlich den Flüchtling in seiner Kabine vor seiner eigenen Mannschaft und der nach ihm suchenden Mannschaft der Sephora.
Als das Schiff schließlich seine Fahrt durch den Golf von Siam beginnt, arbeiten beide einen Plan aus, Leggatt vor der Küste Kambodschas abzusetzen. Zu diesem Zweck manövriert der Kapitän sein Schiff unter dem wenig glaubwürdigen Vorwand, den Landwind nutzen zu wollen, sehr nah vor die Küste einer kambodschanischen Insel. In dem Moment, in dem das Schiff wendet, um sich wieder von der Insel zu entfernen, lässt sich Leggatt ins Wasser gleiten, um zur Küste zu schwimmen. Der Schlapphut, den er dabei verliert, dient schließlich dem Kapitän, der das Schiff nach Meinung seiner Mannschaft gefährlich nah an die Küste gefahren hat, als Orientierungshilfe, um das Schiff erfolgreich zu wenden.

## Erzählweise und Motive
Erzählt wird die  Geschichte vom jungen Kapitän als Ich-Erzählung, in einer personalen Erzählsituation. Der Kapitän, dessen Name nicht genannt wird und der erst vor vierzehn Tagen dieses erste Kommando übernommen hat, zweifelt an seiner Fähigkeit, der neuen Verantwortung gerecht zu werden und ebenso an der Eignung des Schiffs, die lange Rückreise aus der javanischen See nach Europa zu überstehen. Die Größe der Verantwortung für Schiff und Mannschaft als Zweitjüngster an Bord tragen zu müssen, lässt ihn sich „selber irgendwie fremd“ werden. Er wünscht sich eine „Gemeinschaft“ mit dem Schiff, auf dessen Reling er sich „wie auf die Schulter eines vertrauten Freundes“ stützen möchte, zweifelt aber an „unserer [beider] Tauglichkeit“.  Da er zunächst noch nicht überzeugt ist, seine Rolle ausfüllen zu können, wird die Fremdheit gegenüber Schiff und Besatzung das Leitmotiv der Erzählung. Das Rollenideal eines souveränen Kapitäns tritt ihm als Leerform, aber noch nicht als eigenes Potenzial gegenüber.
Indem der Erzähler sowohl die Anfangsunsicherheit des Kapitäns und auch das Schiff personifizierend als Instanzen der Handlung einführt, schafft er den narrativen Raum für den Auftritt einer dritten Instanz, des „Teilhabers“ oder Partners. Dieser wird weniger  durch Äußerlichkeiten als durch aufwertende Bezeichnungen als „Zweites Ich“ oder „Doppelgänger“ zur Personifikation dieses Wunsches nach Unterstützung für den Kapitän. Der Doppelgänger, der durchaus ein Produkt der Einbildung des jungen Kapitäns sein könnte, verfügt über nautische Erfahrung und Urteilsfähigkeit, Belastbarkeit in kritischen Situationen, Mut, Unabhängigkeit und Handlungsfähigkeit – Talente, die auch der junge Ich-Erzähler erst in den wenigen Tagen der Zwiesprache mit seinem Doppelgänger entwickelt, der so zum Katalysator des Reifeprozesses wird.
Erst nach der stillen Zwiesprache mit seinem Doppelgänger verfügt der junge Kapitän über die geforderte aktive Seite als reales Potenzial seines Handelns, das er durch ein leichtsinniges Manöver auch seiner Mannschaft beweist: Er nähert sich zwar dem „Tor zur ewigen Nacht“, aber anders als sein Doppelgänger überschreitet er nie die Schwelle der „Pforte zur Unterwelt“. Der junge Kapitän kann entgegen aller Erwartung das Schiff doch noch in Sicherheit bringen und erreicht so schließlich sein Ziel des Anfangs, die „vollkommene Gemeinschaft eines Seemanns mit seinem Schiff“. Der das Schiff verlassende Doppelgänger dagegen muss sich „für immer vor jedem Freundesantlitz verbergen, um flüchtig und unstet auf Erden zu sein.“

## Historischer Hintergrund
Conrad verarbeitet in seiner Erzählung einen Vorfall auf dem Segler Cutty Sark: Auf dem Schiff hatte der erst 27-jährige Kapitän Wallace aus ungeklärten Gründen im September 1880 Selbstmord begangen. Vermutet wurde, dass er seinem Ersten Steuermann William Smith, der einen schwarzen Matrosen erschlagen hatte, zur Flucht und zur Anstellung auf der amerikanischen Colorado verholfen und damit vor einem Gerichtsverfahren bewahrt hatte. William Smith wurde zwei Jahre später verhaftet und zu sieben Jahren Haft wegen Totschlags verurteilt.

## Ausgaben (Auswahl)
- Joseph Conrad: Der geheime Teilhaber, in: Joseph Conrad: Jugend. Der geheime Teilhaber. Mit einem Nachwort von Ilija Trojanow, München: C.H.Beck (textura): 2013 ISBN 9783406644917
- Erzählungen II. Das Ende vom Lied – Der geheime Teilhaber – Die Schattenlinie. Edition Maritim, Hamburg 2006, ISBN 978-3892255543
- The Secret Sharer Der geheime Teilhaber: An Episode from the Coast Eine Geschichte von der Küste. [Zweisprachige Ausg.] Übers. Maria von Schweinitz. Deutscher Taschenbuch Verlag, 1995. ISBN 978-3423093408